# Irma Čremošnik
Irma Čremošnik (Arad, 12. siječnja 1916. – Slano, 29. lipnja 1990.) bila je slovenska arheologinja.

## Životopis
Rođena je 12. siječnja 1916. u Aradu, gradu u današnjoj Rumunjskoj koji je tada bio dio Austro-Ugarske. Njen otac bio je povjesničar Gregor Čremošnik. Osnovnu školu i gimnaziju završila je u Sarajevu. S obitelji se preselila u Makedoniju gdje joj je otac predavao povijest srednjeg vijeka na Filozofskom fakultetu Sveučilištu u Skoplju. Tamo je Irma diplomirala na studiju klasičnih jezika. Radila je kao profesorica u Tetovu od 1940 do 1941., u Skoplju 1941. i u Nišu od 1941. do 1942. Potom je radila u Ministarstvu prosvjete, Centralnom zavodu i Umjetničkom muzeju. Radila je u sarajevskom Zemaljskom muzeju od 1947. do svog umirovljenja 1976. Doktorirala je 1952. na Filozofskom fakultetu Sveučilišta u Ljubljani.
Radila je na iskapanju rimske vile na lokalitetu Kućišta u Višićima kraj Čapljine, iskapanju rimskih ostataka u Paniku kraj Bileće i na iskapanju brojnih lokaliteta u okolici Bihaća. Pronašla je rana slavenska naselja u Mušičima kraj Višegrada i Batkoviću kraj Bijeljine. Ta naselja ubrajaju se među najstarija slavenska naselja u Bosni i Hercegovini.
Preminula je u Slanom 29. lipnja 1990. Sahranjena je u Ljubljani.